# Politikai iszlám
A politikai iszlám a muzulmán vallás politikai identitás forrásaként történő értelmezése. Jelentésköre széles, minden olyan mozgalomra vonatkozhat, amely az állam átalakítását szorgalmazza a muszlim értékrend alapján. Olykor azt az állapotot is jelöli, amikor az államhatalom beveti kényszereszközeit az iszlám előírásainak betartatásának érdekében.

## A politikai iszlám kialakulása
A politikai iszlám jelenségére használt terminológia különbözik a szakemberek között, és nem egységes a használata. Martin Kramer volt az első szakemberek egyike, aki 1980-ban elkezdte használni a 'politikai iszlám' kifejezést, de 2003-ban kiegészítette azzal, hogy a 'politikai iszlám' ellentmondásos, hisz a muszlim világban sehol nem választják el a vallást a politikától. Néhány szakember olyan kifejezéseket használ mint az iszlamizmus, és ugyanazokra a jelenségekre mutatnak rá, vagy a két kifejezést összekeverik. Dekmejian az első szakértők között volt, akik az iszlám politizálódására hívták fel a figyelmet a szekuláris kormányok kudarcával összefüggésben, és eközben iszlamizmusról és fundamentalizmusról beszélt felváltva (és nem politikai iszlámról).
A politikai iszlám kifejezést külföldi közösségekkel kapcsolatban is használják, azokra a csoportokra, amelyek elkötelezettek egy tágan értelmezett fundamentalista újjászületés politikai programja iránt. Khan a politikai iszlámhoz veszi az összes olyan iszlám mozgalmat, ami politikai rendszerét kizárólag az iszlámra alapozza, és amit minden muszlimnak követnie kell. Néhány szakértő más leíró kifejezéseket használ azért, hogy különbséget tegyen a számos ideológiai irányzat között a politikai iszlámon belül: konzervatív, progresszív, militáns, radikális, dzsihadista stb. A politikai iszlám kifejezést alkalmazza napjainkban Bill Warner is. Főként az iszlám politika jellemzésére használja, ami az iszlám alapművekre épül, és a nem muszlimokkal foglalkozik. A szöveg többi részét vallási jellegűnek tekinti. Az iszlám egészére azonban inkább politikai ideológiaként tekint, nem pedig egy vallásként. Egy nemzetközi szervezetet is alapított, amely a politikai iszlámmal foglalkozik – ez a Politikai Iszlám Tanulmányok Központja.

## Fordítás
Ez a szócikk részben vagy egészben  a   Political Islam című angol Wikipédia-szócikk ezen változatának fordításán alapul.  Az eredeti cikk szerkesztőit annak laptörténete sorolja fel. Ez a jelzés csupán a megfogalmazás eredetét és a szerzői jogokat jelzi, nem szolgál a cikkben szereplő információk forrásmegjelöléseként.